# Parque natural del Tajo Internacional
El Parque Natural del Tajo Internacional (en portugués Parque Natural do Tejo Internacional, PNTI) es el nombre utilizado para designar a dos espacios naturales protegidos de idénticas características pero con distinta gestión. Uno en la provincia de Cáceres, Comunidad Autónoma de Extremadura, España y otro en el distrito de Castelo Branco, Región Centro, Portugal.
El sitio fue declarado reserva de la biosfera transfronteriza por la UNESCO en 2016.

## Extensión y territorio
El curso fluvial del río Tajo que sirve de frontera natural entre España y Portugal, divide una zona de idénticas características entre ambos países. El Tajo es a la vez el elemento común y nexo de unión de todo el territorio que se extiende linealmente a lo largo de más de 60 km. La parte española, declarada parque natural del Tajo Internacional, se extiende sobre una superficie de 25 088 hectáreas mientras que la parte portuguesa declarada parque natural do Tejo Internacional, se extiende sobre una superficie de 26 484 hectáreas. 

### Concelhos y municipios
El parque natural do Tejo Internacional comprende (total o parcialmente) 2 concelhos portugueses (Castelo Branco e Idanha-a-Nova) y 11 municipios españoles  (Alcántara, Brozas, Carbajo, Cedillo, Herrera de Alcántara, Membrío, Salorino, Herreruela, Santiago de Alcántara, Valencia de Alcántara y Zarza la Mayor).

## Flora y vegetación
El parque natural del Tajo Internacional destaca más por la gran riqueza y variedad botánica de sus formaciones vegetales que por contar con numerosas especies de flora rara o amenazada. Se encuentra en una auténtica encrucijada de caminos, en la que influyen floras de diversos orígenes, llegándose en algunos sitios a casi cuarenta especies entre árboles y arbustos.
La principal formación vegetal del parque es el bosque mediterráneo y sus diferentes etapas de sustitución. Los árboles y arbustos principales son la encina (Quercus ilex), el alcornoque (Quercus suber) y la coscoja (Quercus coccifera); la olivilla (Phillyrea angustifolia) y el labiérnago (Phillyrea latifolia); el madroño (Arbutus unedo) y varias especies de brezos (Erica spp.); la jara pringosa (Cistus ladanifer) y el acebuche (Olea europaea var. sylvestris); el aladierno (Rhamnus alaternus) y el espino negro (Rhamnus lycioides subsp. oleoides); el lentisco (Pistacia lentiscus) y la cornicabra (Pistacia terebinthus); el romero (Salvia rosmarinus) y el cantueso (Lavandula stoechas).
Otras especies como el enebro de la miera (Juniperus oxycedrus) o el arce de Montpellier (Acer monspessulanum), aparecen de forma puntual o dispersa a lo largo de todo el parque.
Dentro del parque se han citado 610 taxones vegetales distribuidos en 92 familias, entre las que destacan 51 especies endémicas de la península ibérica, entre ellas Anthyllis lusitanica y Campanula transtagana se distribuyen únicamente por el centro y sur de Portugal continental. Son especies características entre otras la cornicina (Hymenocarpos lotoides), las boquitas de dragón (Antirrhinum graniticum), Brassica barrelieri, Bufonia macropetala, el abrepuños (Centaurea ornata), la escoba blanca (Cytisus multiflorus), el escobón (Cytisus striatus), la clavelina lusitana (Dianthus lusitanus), la oreja de liebre (Phlomis lychnitis), Silene scabriflora y el cantueso (Lavandula stoechas subsp. luisieri).
El sauce gris o sarga (Salix eleagnos) es una especie poco frecuente en la subprovincia luso-extremadurense al igual que Andryala ragusina. Además de Anthyllis lusitanica, se incluyen en la Directiva Hábitats 92/43/CEE el rusco (Ruscus aculeatus), un narciso (Narcissus bulbocodium) y un lirio (Iris lusitanica). En el Anexo B-IV Narcissus triandrus y en el Anexo B-II Juncus valvatus.
Junto a los ríos se muestra la amplia riqueza botánica de las áreas de umbría. Las densas manchas vegetales se cambian de color en el otoño con los frutos y con las espectaculares formas de orquídeas, narcisos o lirios.
Son los endemismos las especies de mayor valor de las que se pueden encontrar en el parque, destacando el lirio amarillo (Iris lusitanica) y la serapia verde (Serapias perez-chiscanoi), un tipo de orquídea en peligro de extinción.
Algunas rarezas de carácter atlántico están presentes de manera muy esporádica en la zona más húmeda del parque, gracias a su marcada influencia atlántica, por ejemplo el roble carballo (Quercus petraea) , el fresno de montaña (Fraxinus excelsior) o la carnívora flor de rocío (Drosera sp.) con escasos ejemplares.[cita requerida]

## Fauna
Varias e importantes son las especies que habitan el parque, algunas de ellas en peligro de extinción, como por ejemplo: la cigüeña negra, el águila imperial ibérica y el cangrejo de río autóctono.
Son también sensibles a la alteración de su hábitat: la nutria, el lagarto verdinegro, el águila culebrera, el águila real, el alimoche, el buitre leonado, el buitre negro y el águila perdicera.

### Invertebrados
Hoy día ha desaparecido la población de cangrejo de río autóctono del río Sever, donde se localizan los últimos fiables en Extremadura a mediados de los años 1970, convirtiendo a esta especie hasta hace muy poco en el invertebrado más importante del parque.
Lo que sí podemos encontrar son colonias numerosas de mariposas de ambientes mediterráneos entre las que destacan la Doncella de ondas rojas y la espectacular Mariposa de madroño.
También se encuentran presentes en el parque especies de odonatos como el caballito del diablo Calopterix haemorphoidalis, de intenso color azul,  o Libellula quadrimaculata que en Extremadura es muy escasa.

### Peces
La construcción de la presa de Cedillo en los años 1970 representó un duro golpe para los peces del río Tajo. Las especies que necesitaban la salida al mar desaparecieron, como la anguila (Anguilla anguilla) o la lamprea de río, mientras que en las profundas aguas del nuevo embalse se introdujeron especies depredadoras norteamericanas y centroeuropeas con fines deportivos.
Los afluentes de aguas poco profundas han servido de refugio para los peces autóctonos del Tajo; como el barbo común, barbo comizo, pardilla, boga del Tajo, calandino, cacho y colmilleja, todos ellos exclusivos de la península ibérica, con la que se ha salvado uno de los mayores patrimonios del parque natural.

### Reptiles
Entre las especies más importantes de reptiles importantes están el lagarto verdinegro y el galápago europeo.

### Mamíferos
Junto a los grandes herbívoros más fáciles de observar en el parque como el ciervo y el jabalí destacan los pequeños carnívoros entre los que podemos encontrar el tejón, la nutria, la garduña, la comadreja, el turón, la jineta, el meloncillo y el gato montés.
Entre las especies más pequeñas destacan el grupo de los murciélagos con 14 especies, entre las que destaca el amenazado murciélago mediano de herradura y un escaso endemismo ibérico, el topillo de Cabrera.

## Turismo

### Centro de interpretación de Alcántara
El Centro de Interpretación Tajo Internacional se aloja en Casa Natalio una antigua casa señorial del siglo XVI rodeada de casas solariegas.
Se ofrece información al visitante sobre los valores naturales del parque y rutas sugeridas.

### Visitas en barco
Desde 2011, el Barco Balcón del Tajo, realiza rutas fluviales por el parque natural.